# Ignacio Elguero de Olavide
Ignacio Elguero de Olavide (Madrid, 12 de abril de 1964) es un escritor, periodista y comunicador español.

## Trayectoria
Es licenciado en Ciencias de la Información por la Facultad de Ciencias de la Información (Universidad Complutense de Madrid) (1981-1985). Se inició en el periodismo como reportero del programa de televisión de Iñaki Gabilondo Iñaki los jueves. Posteriormente pasó a colaborar en Hoy por hoy de la Cadena SER. Regresó a televisión como reportero y coordinador del programa de Antena 3 Cita con la vida, coordinador en el magazine de Canal Sur De tarde en tarde y subdirector del programa Hoy es posible de TVE.
También ha sido asesor cultural de la dirección de Programas, subdirector del magazine diario de tarde Lo que es la vida, subdirector y copresentador del magazine diario de noche El ombligo de la luna y del programa de madrugada El último gato. Igualmente ha desarrollado su trabajo como guionista de los programas Fin de siglo y Documentos. Ha sido el creador y director del prestigioso programa literario La estación azul, el cual ha recibido entre otros reconocimientos, el Premio Ondas 2002 al mejor programa especial, el Premio Galicia de Comunicación 2007, el Premio Nacional al Fomento de la Lectura 2011 y el Premio de la Federación de Gremios de Editores de España 2012. 
En septiembre de 1997 se incorpora a RNE. Desde 2008 y hasta 2010 fue subdirector del Área de Cultura de Informativos de RNE. Entre julio de 2010 y julio de 2013 ejerció el cargo de director de Radio 1 de Radio Nacional y desde julio de 2013 hasta agosto de 2018 ha ejercido el cargo de director de Programas de Radio Nacional. Entre julio de 2020 y junio de 2021 fue director de Radio Nacional de España. Desde junio de 2021 hasta diciembre de 2024 fue director de Educación, Diversidad Cultural e Internacional de RTVE cargo suprimido en el nuevo organigrama. En la actualidad es director de iniciativas culturales de RTVE. 

## Producción literaria

### Obra poética[3]
- Los años como colores. Huerga y Fierro editores, 1998.
- Cromos. Huerga y Fierro editores, 2000.
- El dormitorio ajeno. Ediciones Hiperión, 2003.
- Materia. Premio Internacional de Poesía Claudio Rodríguez. Editorial Hiperión, 2007.[4]
- Siempre. Editorial Hiperión, 2011.

### Antologías de poesía
- Los años como colores. Huerga y Fierro editores, 1998.
- Inéditos 11 poetas. Huerga y Fierro editores, 2002.
- 33 de Radio 3. Antología poética. Calamar Ediciones, 2004.
- Periféricos 15 poetas. Universidad Popular San Sebastián de los Reyes, 2004.

### Novela
- Leif Garrett en el dormitorio de mi hermana. Planeta, 2014.

### Ensayo
- Los niños de los Chiripitifláuticos. Retrato generacional de los nacidos en los 60. La esfera de los libros. 1.ª edición, abril de 2004;  5ª edición, diciembre de 2004.[5]
- Los padres de Chencho. Niños de posguerra, abuelos de hoy. La esfera de los libros, marzo de 2006.[6]
- La vida cotidiana de los españoles. Serie de artículos para la colección de Ediciones del Prado. La música de tu vida.
- ¡Al encerado! Un interesante y divertido retrato de los colegios de los años 60, 70 y 80. Planeta. Mayo de 2011.
- Cosas que ya no. Planeta, 2015.

## Premios
- 2000: Premio Audiovisual Internacional Antonio Machado. Por el programa La estación azul.
- 2002: Premio Ondas. Por el programa La estación azul.[7]
- 2007: Premio Internacional de poesía Claudio Rodríguez. Materia. Editorial Hiperión.[8]
- 2007: Premio Galicia de Comunicación. Por programa especial Poesía gallega.
- 2008: Premio Bibliodiversidad. Por su contribución al fomento de la lectura desde RNE, como crítico literario de espacios como En días como hoy, La plaza o Sábado radio.[9]
- 2009: Premio Aula de las metáforas. Por el programa La estación azul.
- 2010: Mención especial Premio Ondas. Por el programa La evolución de las especies: un viaje en el tiempo.[10]
- 2011: Premio Nacional al fomento de la lectura.
- 2012: Premio al fomento de la lectura del Gremio de Editores de España.
- 2018: Antena de Oro.